# 미생물유전학
미생물유전학(Microbial genetics)은 미생물학과 유전 공학의 주제 영역이다. 미생물 유전학은 다양한 목적을 위해 미생물을 연구한다. 관찰되는 미생물은 박테리아와 고세균이다. 일부 균류와 원생동물도 이 분야에서 연구하는 데 사용되는 과목이다. 미생물 연구에는 유전자형 및 발현 시스템에 대한 연구가 포함된다. 유전자형은 유기체의 유전적 구성이다. (Austin, "Genotype," n.d.) 유전 공학은 미생물 유전학 내 작업 및 연구 분야이다. 재조합 DNA 기술의 사용은 이 작업의 과정이다. 이 과정에는 DNA 서열 조작을 통해 재조합 DNA 분자를 생성하는 것이 포함된다. 생성된 DNA는 숙주 유기체와 접촉하게 된다. 복제는 또한 유전 공학의 한 예이다.
1665년에서 1885년 사이에 로버트 훅과 안토니오 판 레벤후크가 미생물을 발견한 이후 미생물은 많은 과정을 연구하는 데 사용되었으며 유전학의 다양한 연구 분야에 응용되었다. 예를 들어, 미생물의 빠른 성장 속도와 짧은 세대 시간은 과학자들이 진화를 연구하는 데 사용한다. 로버트 훅과 안토니오 판 레벤후크의 발견에는 미생물에 대한 묘사, 관찰 및 설명이 포함되었다. 털곰팡이(Mucor)는 훅이 제시하고 묘사한 미세 곰팡이이다. 그의 기여는 첫 번째 미생물인 털곰팡이이다. 미세한 원생동물과 미세한 박테리아에 대한 안토니오 판 레벤후크의 공헌은 과학적 관찰과 설명으로 이어졌다. 이러한 기여는 오늘날 미생물에 대한 이해로 이어지고 과학자들의 이해를 계속 발전시키는 간단한 현미경에 의해 달성되었다. 미생물 유전학은 또한 약물 대사와 같이 인간에서 발견되는 것과 유사한 과정 및 경로를 연구할 수 있는 응용 분야를 가지고 있다.